# Rennschwein Rudi Rüssel (Serie)
Rennschwein Rudi Rüssel ist eine Serie, die ab 2008 in der ARD zu sehen war. Sie geht auf das Buch Rennschwein Rudi Rüssel von Uwe Timm zurück.

## Hintergrund
Die Dreharbeiten zur Serie begannen am 12. Juni 2007 im Bergischen Land. Die Erstausstrahlung fand am 23. Februar 2008 statt. Drei Staffeln wurden produziert, insgesamt 39 Episoden waren zu sehen. Rudis Herrchen Fritz Fröhlich wird in der ersten Staffel von Jasper Smets, in der zweiten Staffel von Finn-Lennard Eisenstein und in der dritten Staffel von Lukas Karlsch gespielt. Die weiteren Hauptrollen spielen Martin Lindow, Peter Franke, Regine Vergeen und İlknur Boyraz. In Jugendrollen sind Aylin Yelda Sengül als Ayla Koray und Imge Ünlü als Melinda Koray zu sehen. Die Drehbücher verfassten Gabriele Kob, David Ungureit und Manfred Kosmann. Rolf Wellingerhof und Wolfgang Groos führten Regie.

## Handlung
Daniel Fröhlich und sein zehnjähriger Sohn Fritz ziehen zu dessen Unmut zu Oma Betty und Opa Oskar aufs Land. Dort angekommen, findet Fritz ein Ferkel, rettet es und beide schließen Freundschaft. Er nimmt das Tier mit nach Hause, wo es schließlich vom Opa entdeckt wird. Oma Betty verbietet ihm, das Tier im Haus zu behalten, weil das Ferkel Oma Bettys Hochzeitsvase zerstört.
Einige Zeit später, als Fritz bei Regen und Kälte draußen auf der Bank sitzt, bekommt Oma Betty Angst, dass er sich erkältet und sie beschließt, Rudi wieder ins Haus zu lassen. Ein paar Wochen später macht Rudi, das Ferkel, einen Haufen aufs Sofa. Das ist zu viel für Oma Betty. Fritz zieht mit Ayla in den VW T2 Bus um. Oma Betty legt eine „Schweineversicherung“ an, das heißt, wenn Rudi etwas anstellt, wird das von den 200 € beglichen.  
In den weiteren Episoden wird diese Handlung fortgeführt.

## Erste Staffel
Als Fritz Fröhlich spielt Jasper Smets.
- 1: Der Umzug	23. Februar 2008
- 2: Das Schwein muss weg	1. März 2008
- 3: Der Arztbesuch	8. März 2008
- 4: Artenschutz	15. März 2008
- 5: Männerwirtschaft	22. März 2008
- 6: Das Picknick	29. März 2008
- 7: Das große Rennen	5. April 2008
- 8: Schlagzeuger gesucht	12. April 2008
- 9: Sauschick	19. April 2008
- 10: Rudi, der Schnüffler	26. April 2008
- 11: Verliebte sind doof	3. Mai 2008
- 12: Kein Wort zu Oma	10. Mai 2008
- 13: Überraschungsbesuch	17. Mai 2008

## Zweite Staffel
Die zweite Staffel wurde im Sommer 2008 gedreht und ab Oktober 2009 gesendet.
In der Rolle des Fritz Fröhlich ist Finn-Lennard Eisenstein zu sehen.
- 14: Renn, Rudi, renn!	10. Oktober 2009
- 15: Rudi geht zur Schule	17. Oktober 2009
- 16: Rudi wird entführt	24. Oktober 2009
- 17: Rudi, der blinde Passagier	31. Oktober 2009
- 18: Rudi zieht um	7. November 2009
- 19: Eine Freundin für Rudi	14. November 2009
- 20: Spürschwein Rudi	21. November 2009
- 21: Rudi hebt ab	28. November 2009
- 22: Rudi findet einen Schatz	5. Dezember 2009
- 23: Rudi geht baden	12. Dezember 2009
- 24: Kommissar Rudi	19. Dezember 2009
- 25: Rudi, der Außerirdische	2. Januar 2010
- 26: Rudi im Brautkleid	9. Januar 2010

## Dritte Staffel
Die dritte Staffel wurde im Sommer 2009 gedreht und ab April 2010 gesendet.
Als Fritz Fröhlich spielt Lukas Karlsch.
- 27: Rudi und der Metzger	24. April 2010
- 28: Rudi macht Theater	24. April 2010
- 29: Rudi, der Lockvogel	24. April 2010
- 30: Rudi und Rudi	1. Mai 2010
- 31: Rudi rennt wieder	8. Mai 2010
- 32: Rudi und das Zuckerfest	15. Mai 2010
- 33: Rudi, der Türke	22. Mai 2010
- 34: Rudis Mama	29. Mai 2010
- 35: Rudi, der Lügner	5. Juni 2010
- 36: Ein Kuss für Rudi	12. Juni 2010
- 37: Rudi und die Erpresser	19. Juni 2010
- 38: Rudi und der vergessene Geburtstag	26. Juni 2010
- 39: Rudi ist krank	3. Juli 2010

## Auszeichnung
Die Folge 7 Das große Rennen wurde mit dem Kinderfernsehpreis Emil 2008 ausgezeichnet.